# A Republikanska futbolna grupa 1977-1978
L'edizione 1977-78 della A PFG vide la vittoria finale del Lokomotiv Sofia, che conquista il suo quarto titolo.
Capocannoniere del torneo fu Stoycho Mladenov del Beroe Stara Zagora con 21 reti.

## Classifica finale
|    | Classifica                     | G  | V  | N  | P  | GF | GS | Dif | Pt |
| -- | ------------------------------ | -- | -- | -- | -- | -- | -- | --- | -- |
| 1  | Lokomotiv Sofia                | 30 | 16 | 10 | 4  | 40 | 16 | +24 | 42 |
| 2  | CSKA Septemvriysko zname Sofia | 30 | 18 | 5  | 7  | 60 | 35 | +25 | 41 |
| 3  | Levski-Spartak Sofia (C)       | 30 | 15 | 8  | 7  | 53 | 30 | +23 | 38 |
| 4  | Trakia Plovdiv                 | 30 | 13 | 6  | 11 | 39 | 36 | +3  | 32 |
| 5  | Slavia Sofia                   | 30 | 12 | 6  | 12 | 54 | 35 | +19 | 30 |
| 6  | Beroe Stara Zagora             | 30 | 12 | 5  | 13 | 37 | 37 | 0   | 29 |
| 7  | Pirin Blagoevgrad              | 30 | 12 | 5  | 13 | 32 | 40 | -8  | 29 |
| 8  | Akademik Sofia                 | 30 | 10 | 8  | 12 | 34 | 38 | -4  | 28 |
| 9  | Cherno More Varna (N)          | 30 | 8  | 12 | 10 | 27 | 34 | -7  | 28 |
| 10 | Chernomorets Burgas (N)        | 30 | 11 | 5  | 14 | 44 | 43 | +1  | 27 |
| 11 | Lokomotiv Plovdiv              | 30 | 11 | 5  | 14 | 33 | 41 | -8  | 27 |
| 12 | Sliven                         | 30 | 11 | 5  | 14 | 36 | 51 | -15 | 27 |
| 13 | Botev Vraca                    | 30 | 11 | 5  | 14 | 31 | 56 | -25 | 27 |
| 14 | Marek Stanke Dimitrov (CB)     | 30 | 11 | 4  | 15 | 37 | 40 | -3  | 26 |
| 15 | ZhSK-Spartak Varna             | 30 | 11 | 3  | 16 | 30 | 46 | -16 | 25 |
| 16 | Akademik Svishtov              | 30 | 9  | 6  | 15 | 36 | 45 | -9  | 24 |

- (C) Campione nella stagione precedente
- (N) squadra neopromossa
- (CB) vince la Coppa nazionale

### Verdetti
- Lokomotiv Sofia Campione di Bulgaria 1977-78.
- ZhSK-Spartak Varna e Akademik Svishtov retrocesse in B PFG.

### Qualificazioni alle Coppe europee
- Coppa dei Campioni 1978-1979: Lokomotiv Sofia qualificato.
- Coppa UEFA 1978-1979: CSKA Septemvriysko zname Sofia, Levski-Spartak Sofia e Trakia Plovdiv qualificate.